# خورشیدگرفتگی ۲۳ سپتامبر ۲۰۳۳
خورشیدگرفتگی ۲۳ سپتامبر ۲۰۳۳ (به انگلیسی: Solar eclipse of September 23, 2033) یک خورشیدگرفتگی از نوع خورشیدگرفتگی جزئی است. این خورشیدگرفتگی در تاریخ ۲۳ سپتامبر ۲۰۳۳ میلادی (‎۲ مهر ۱۴۱۲ خورشیدی) روی خواهد داد که زمان اوج آن، ساعت ۱۳:۵۴:۳۱ به‌وقت ساعت هماهنگ جهانی است.